# Мадилија (Минесота)
Мадилија (енгл. Madelia) град је у америчкој савезној држави Минесота.

## Демографија
По попису из 2010. године број становника је 2.308, што је 32 (-1,4%) становника мање него 2000. године.
| Група             | 2000.         | 2010.         |
| Белци             | 1.812 (77,4%) | 1.641 (71,1%) |
| Афроамериканци    | 15 (0,6%)     | 40 (1,7%)     |
| Азијати           | 6 (0,3%)      | 7 (0,3%)      |
| Хиспаноамериканци | 491 (21,0%)   | 618 (26,8%)   |
| Укупно            | 2.340         | 2.308         |